# Menhirs Jean et Jeanne de Kerledan
Les menhirs Jean et Jeanne de Kerledan sont deux menhirs situés à Sauzon, dans le Morbihan.

## Localisation
Les menhirs sont situés à l'est du hameau de Kerlédan, le long de la route départementale RD25. Jean est situé à environ 140 m au nord-est du hameau du Petit-Anvorte, et Jeanne est situé à environ 410 m du même hameau . Ils sont eux-mêmes distants l'un de l'autre d'environ 340 m.

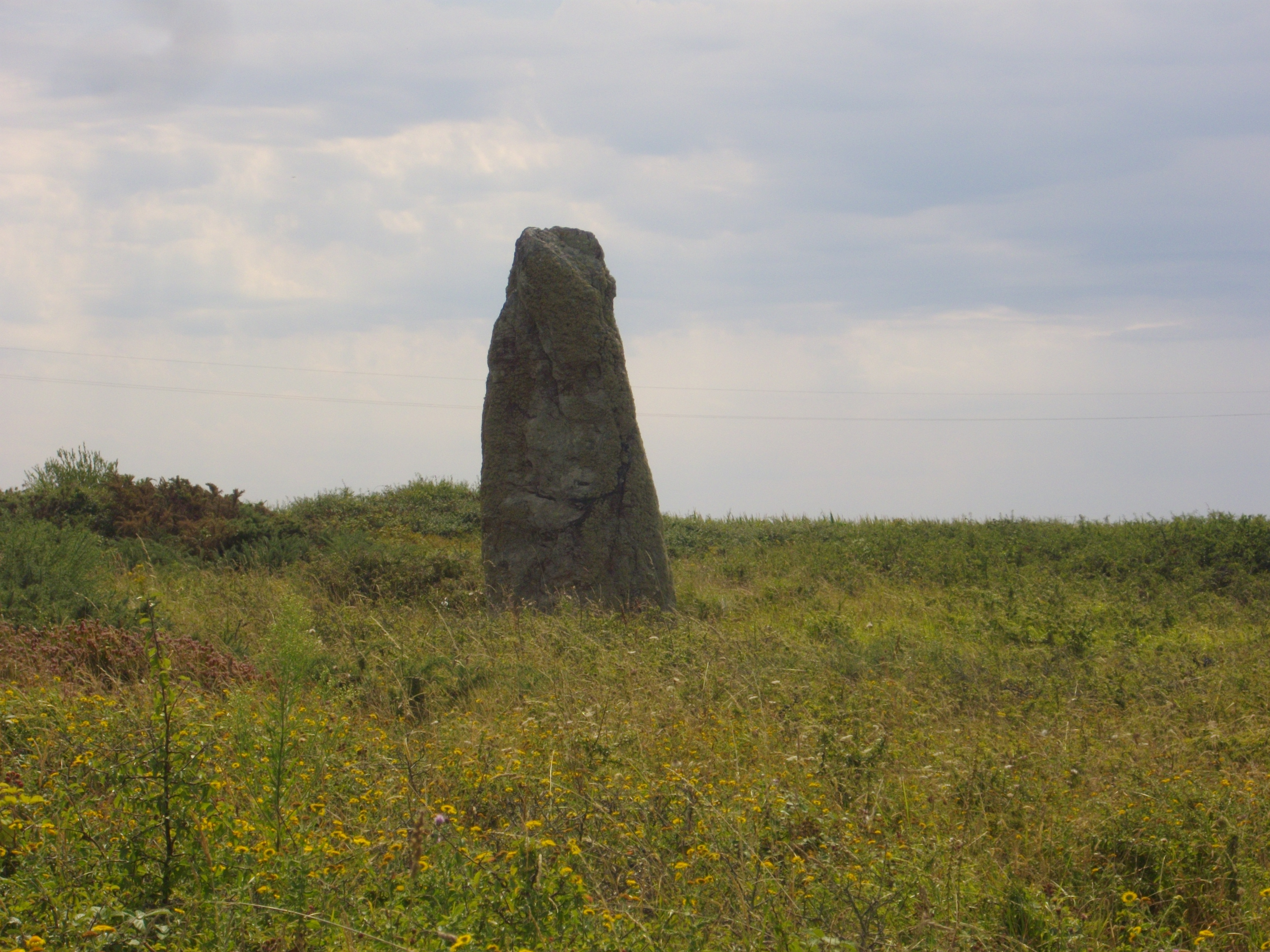
Menhir Jeanne.

## Historique
Sur la carte de Belle-Île dressée en 1761 par l'ingénieur hydrographe Jean Nicolas Bellin, figurent deux « pierres plantées que l'on croit vestiges d'anciens monuments des Celtes », pratiquement aux confins des trois communes de Bangor, Sauzon et Le Palais. En 1760, les Anglais détruisent en grande partie un tumulus au Runelo pour construire une tour de vigie. Deux menhirs sont alors signalés près de ce tumulus : un premier menhir dénommé « Jean » de 3,60 m de hauteur en schiste rouge et un second menhir dénommé « Jeanne » de 7,90 m de hauteur signalé comme étant constitué d'un bloc de roche qualifiée de « granite », car constituée de gros fragments de quartz et de feldspath, mais ne paraissant pas d'origine locale. En 1770, dans son Recueil d'antiquités dans les Gaules, Félix Le Royer de La Sauvagère représente un menhir du Runelo qui attire l'attention car on soupçonne le bloc qui le constitue de venir du continent. Le menhir se renverse après une fouille conduite à son pied qui l'a déstabilisé et il se brise en deux parties lors de sa chute. Vers 1840, les deux menhirs sont débités pour construire les murs d'une propriété voisine à Kersantel. 
Les deux menhirs actuellement connus sous les noms de Jean et Jeanne correspondent donc à deux autres menhirs qui ont été ultérieurement baptisés ainsi par les cartographes. Ils sont classés au titre des monuments historiques par arrêté du 17 février 1943.

## Description
Jean est un bloc de pierre mesurant environ 4,70 m de hauteur et Jeanne mesure environ 4,05 m de hauteur.

## Folklore
(janvier 2024).
Si vous êtes l’auteur de ce texte, vous êtes invité à donner votre avis ici. À moins qu’il soit démontré que l’auteur de la page autorise la reproduction et que ce contenu soit compatible avec les principes fondateurs de Wikipédia, cette page sera supprimée ou purgée au bout d’une semaine maximum. En attendant le retrait de cet avertissement, veuillez ne pas réutiliser ce texte.
Jean, fils d'un barde, et Jeanne, pauvre bergère, se retrouvaient chaque soir pour s'aimer malgré l'interdiction faite par le Conseil des Druides, désapprouvant cette alliance contraire aux lois des castes. Les druides chargèrent les sorcières de Borgroix de transformer ces deux amants en pierres… Mais certaines nuits de pleine lune, une bonne fée, touchée par le malheur de ces deux jeunes gens, rompt le sort qui les frappe : Jean et Jeanne peuvent ainsi se retrouver quelques instants.